# Теорема Помпею
Теоре́ма Помпею́ — теорема планиметрии, открытая румынским математиком Димитрие Помпею и опубликованная им в 1936 году. Теорема известна в двух формулировках: частной и более общей.

## Формулировки
Частная формулировка

Теорема Помпею — частный случай

Пусть дан равносторонний треугольник, вписанный в окружность. Тогда для любой точки этой окружности расстояние от неё до одной из вершин треугольника равно сумме расстояний до двух остальных вершин.
В частности, для рис. справа имеем:  {\displaystyle AM+CM=BM}.
В симметричном виде эта формулировка может быть записана в виде:
{\displaystyle MA+MB+MC=2\max(MA,MB,MC)} или
{\displaystyle x+y+z=2\max(x,y,z)}.
Примеры аналогичных соотношений
Аналогичные соотношения встречаются в следующих разделах:
- Теорема Мавло
- Точки Фейербаха

Общая формулировка
Пусть дан равносторонний треугольник {\displaystyle ABC}, вписанный в окружность. Тогда для любой точки {\displaystyle M} справедливы неравенства:
{\displaystyle MA\leqslant MB+MC,}
{\displaystyle MB\leqslant MA+MC,}
{\displaystyle MC\leqslant MA+MB.}
При этом указанные неравенства обращаются в равенства тогда и только тогда, когда точка {\displaystyle M} лежит на дугах {\displaystyle BC}, {\displaystyle AC} и {\displaystyle AB} описанной окружности соответственно.
Другими словами, из отрезков {\displaystyle MA}, {\displaystyle MB}, {\displaystyle MC} можно составить треугольник, но если точка {\displaystyle M} на описанной окружности, он будет вырожденным.

## Доказательства
Рассмотрим поворот вокруг точки {\displaystyle A} на {\displaystyle 60^{\circ }}.
При этом повороте точка {\displaystyle B} перейдёт в {\displaystyle C}, а {\displaystyle M} — в {\displaystyle M'}.
Заметим, что треугольник {\displaystyle AMM'} равносторонний, поэтому {\displaystyle AM=MM'}.
Так как поворот является изометрией, то {\displaystyle MB=M'C}.
Таким образом, длины отрезков {\displaystyle MA}, {\displaystyle MB}, {\displaystyle MC} равны попарным расстояниям между точками {\displaystyle M}, {\displaystyle M'}, {\displaystyle C}, то есть все три неравенства будут следовать из обобщённого неравенства треугольника.
Одно из неравенств станет равенством в том и только том случае, если точки {\displaystyle M}, {\displaystyle M'} и {\displaystyle C} будут лежать на одной прямой.
Заметим, что в силу свойств поворота {\displaystyle \angle AM'C=\angle AMB}.
Теперь в случае, когда {\displaystyle C} лежит между {\displaystyle M} и {\displaystyle M'} имеем {\displaystyle \angle AM'C=\angle AMB=60^{\circ }} и {\displaystyle \angle AMC=60^{\circ }}, то есть {\displaystyle M} лежит на дуге {\displaystyle BC}.
Аналогично, в двух других случаях один из указанных углов будет {\displaystyle 60^{\circ }}, а другой {\displaystyle 120^{\circ }}, и мы получим две другие дуги.

### Другие доказательства
- Также теорема Помпею напрямую следует из неравенства Птолемея, применённого к {\displaystyle A}, {\displaystyle B}, {\displaystyle C} и {\displaystyle M}, то есть для вписанного в окружность четырехугольника {\displaystyle ABCM}.
- Теорема может быть доказана с помощью инверсии[2][3] или комплексных чисел[2][4] — доказательство самого Помпею также использовало комплексные числа[1].

## Вариации и обобщения

### Площадь треугольника Помпею
Как гласит теорема, для всякой точки {\displaystyle M} из отрезков {\displaystyle MA}, {\displaystyle MB}, {\displaystyle MC} можно построить треугольник (треугольник Помпею, соответствующий точке {\displaystyle M}). Если {\displaystyle M} лежит внутри треугольника {\displaystyle ABC} площади {\displaystyle S_{0}}, а площади треугольников {\displaystyle AMB}, {\displaystyle BMC} и {\displaystyle AMC} равны {\displaystyle S_{1}}, {\displaystyle S_{2}}, {\displaystyle S_{3}}, то площадь треугольника Помпею равна {\displaystyle {\frac {S_{1}S_{2}+S_{2}S_{3}+S_{3}S_{1}}{S_{0}}}}.

### Обобщённая теорема Помпею

Теорема Помпею — обобщение

Пусть окружность касается описанной окружности равностороннего треугольника {\displaystyle ABC} в произвольной точке {\displaystyle M}. Проведём касательные {\displaystyle AA_{1}}, {\displaystyle BB_{1}}, {\displaystyle CC_{1}} к этой окружности из вершин треугольника. Тогда {\displaystyle AA_{1}+CC_{1}=BB_{1}}.
Доказательство основано на применении теоремы Помпею и теоремы о касательной и секущей.
Ясно, что если сделать радиус окружности нулевым, мы получим классическую теорему Помпею.
Данное обобщение теоремы Помпею есть простое следствие теоремы Кейси (обобщённой теоремы Птолемея), когда радиусы трех из четырех касающихся окружностей вписанного четырехугольника вырождаются в точки, а четвертая окружность фигурирует в данном обобщении теоремы Помпею. При этом вписанный четырехугольник вырождается в равносторонний треугольник с одной лишней вершиной. Можно взять и другой случай вписанного четырехугольника, когда у него равны две стороны и диагональ, образующие равносторонний треугольник ABC и три его вершины, четвертая вершина M лежит на окружности (см. последний рис.).